# لايا كودينا
لايا كودينا بانيداس (من مواليد 22 يناير 2000) هي لاعبة كرة قدم إسبانية محترفة تلعب في مركز الدفاع لنادي آرسنال في الدوري الممتاز للسيدات والمنتخب الإسباني للسيدات. وقد مثلت إسبانيا في العديد من المنتخبات الوطنية للشباب.

## مسيرتها الكروية

### برشلونة
في عام 2014، وقعت كودينا مع برشلونة للعب في الفئات الدنيا. في عام 2017، عندما كانت في السادسة عشر من عمرها، انتقلت إلى فريق برشلونة ب. كانت كودينا إحدى قائدات الفريق الرديف، وأصبحت القائدة في نفس الموسم الذي صعدن فيه إلى الدرجة الثانية [الإنجليزية].
في صيف عام 2019، أعلن النادي أن كودينا ستكون في الفريق الأول، رغم أنها ستبقى بشكل أساسي كلاعبة في الفريق الرديف حتى نهاية الموسم. وفي يونيو 2020، جددت عقدها حتى عام 2022، بالإضافة إلى انتقالها النهائي إلى الفريق الأول في الموسم التالي.
في 13 أكتوبر 2019، ظهرت لأول مرة في الدوري في مباراة ضد سبورتينغ دي هويلفا. وبعد أربعة أيام فقط، ظهرت لأول مرة في دوري أبطال أوروبا للسيدات في مباراة دور ال16 ضد مينسك.
في موسمها الأول مع الفريق الأول، ارتدت كودينا الرقم 3، الذي كانت ترتديه بالفعل في الفريق الثاني. في نوفمبر 2020، خضعت لعملية جراحية بعد تعرضها لإصابة في الغضروف الرضفي في ركبتها اليمنى خلال مباراة للمنتخب الإسباني تحت 20 سنة. في مارس 2021، عادت للعب مُجددا بعد أربعة أشهر من التعافي من الإصابة.

#### الإعارة إلى ميلان
في 29 يوليو 2021، وقعت كودينا عقد إعارة لمدة عام واحد مع نادي ميلان الإيطالي.

### أرسنال
في 29 أغسطس 2023، وقعت كودينا مع نادي آرسنال الإنجليزي لكرة القدم للسيدات.

## مسيرتها الدولية
كانت كودينا لاعبة أساسية في المنتخبات الوطنية للفئات العمرية في إسبانيا، بما في ذلك منتخب تحت 17 سنة، وتحت 19 سنة، وتحت 20 سنة في صيف 2018، اختارها خورخي فيلدا ضمن قائمة منتخب تحت 19 للمنافسة في بطولة أوروبا للسيدات تحت 19 عامًا 2018. فاز المنتخب الإسباني بالبطولة بعد فوزه على المنتخب الألماني في النهائي.
في يوليو 2019، اختارها بيدرو لوبيز ضمن قائمة منتخب إسبانيا في بطولة أوروبا للسيدات تحت 19 عامًا 2019 في اسكتلندا. خرج المنتخب من الدور نصف النهائي ضد فرنسا.

## الإحصائيات

### النادي
آخر تحديث 22 أكتوبر 2023.
| النادي        | الموسم        | الدوري            | الدوري | الدوري  | الكأس  | الكأس   | كأس الدوري | كأس الدوري | أخرى   | أخرى    | دوري الأبطال | دوري الأبطال | المجموع | المجموع |
| النادي        | الموسم        | الدرجة            | الظهور | الأهداف | الظهور | الأهداف | الظهور     | الأهداف    | الظهور | الأهداف | الظهور       | الأهداف      | الظهور  | الأهداف |
| ------------- | ------------- | ----------------- | ------ | ------- | ------ | ------- | ---------- | ---------- | ------ | ------- | ------------ | ------------ | ------- | ------- |
| برشلونة       | 2019–20       | الدرجة الأولى     | 4      | 0       | 0      | 0       | -          | -          | 0      | 0       | 1            | 0            | 5       | 0       |
| برشلونة       | 2020–21       | الدرجة الأولى     | 12     | 1       | 2      | 0       | -          | -          | 0      | 0       | 0            | 0            | 14      | 1       |
| برشلونة       | 2022–23       | الدرجة الأولى     | 13     | 1       | 1      | 0       | -          | -          | 1      | 0       | 2            | 0            | 17      | 1       |
| برشلونة       | المجموع       | المجموع           | 29     | 2       | 3      | 0       | 0          | 0          | 1      | 0       | 3            | 0            | 36      | 2       |
| ميلان (إعارة) | 2021–22       | الدوري الإيطالي أ | 13     | 0       | 3      | 0       | -          | -          | 2      | 0       | 1            | 0            | 19      | 0       |
| أرسنال        | 2023–24       | الدوري الإنجليزي  | 2      | 0       | 0      | 0       | 2          | 1          | 0      | 0       | 0            | 0            | 4       | 1       |
| المجموع الكلي | المجموع الكلي | المجموع الكلي     | 44     | 2       | 6      | 0       | 2          | 1          | 3      | 0       | 4            | 0            | 57      | 3       |

1. ↑  المشاركات في كأس السوبر الإسباني
2. ↑  المشاركات في كأس الملكة
3. ↑  المشاركات في كأس إيطاليا
4. ↑  المشاركات في كأس السوبر الإيطالي

### الأهداف الدولية
|    | التاريخ        | المكان                           | الخصم            | الهدف | النتيجة | المسابقة                |
| -- | -------------- | -------------------------------- | ---------------- | ----- | ------- | ----------------------- |
| 1. | 11 أكتوبر 2022 | ملعب إل سادار، بامبلونا، إسبانيا | الولايات المتحدة | 1–0   | 2–0     | مباراة ودية             |
| 2. | 5 أغسطس 2023   | إيدن بارك، أوكلاند، نيوزيلندا    | سويسرا           | 4–1   | 5–1     | كأس العالم للسيدات 2023 |

## الإنجازات
نادي برشلونة
- الدوري الإسباني: 2019–20، 2020–21، 2022–2023
- دوري أبطال أوروبا للسيدات: 2020–21،[25] 2022–23[26]
- كأس الملكة: 2021
- كأس السوبر الإسباني: 2020

إسبانيا تحت 19 سنة
- بطولة أوروبا للسيدات تحت 19 سنة: 2018

إسبانيا
- كأس العالم للسيدات: 2023

## وصلات خارجية
- لايا كودينا على موقع الاتحاد الأوربي (الإنجليزية)
- لايا كودينا على موقع إي إس بي إن إف سي (الإنجليزية)
- لايا كودينا على موقع قاعدة بيانات كرة القدم.إي يو (الإنجليزية)
- لايا كودينا على موقع Soccerway.com (الإنجليزية)
- لايا كودينا على موقع عالم كرة القدم.نت (الإنجليزية)
- لايا كودينا على موقع اللجنة الأولمبية الدولية (الإنجليزية)